# Wilkins Lauru
Wilkins Simon Lauru (30 gennaio 1972) è un ex calciatore vanuatuano, di ruolo difensore.

## Carriera

### Club
Ha sempre giocato nel campionato di casa.

### Nazionale
Conta 25 presenze e 5 reti con la maglia della propria Nazionale.